# 圣克里斯托夫和勒拉里斯
圣克里斯托夫和勒拉里斯（法語：Saint-Christophe-et-le-Laris，發音：[sɛ̃ kʁistɔf e lə laʁis]）是法国德龙省的一个市镇，位于该省北部，属于瓦朗斯区。

## 地理
圣克里斯托夫和勒拉里斯（45°12'36"N, 5°4'19"E）面积11.35 平方千米，位于法国奥弗涅-罗讷-阿尔卑斯大区德龙省，该省份为法国东南部内陆省份，北起顺时针与伊泽尔省、上阿尔卑斯省、上普罗旺斯阿尔卑斯省、沃克吕兹省和阿尔代什省接壤。
与圣克里斯托夫和勒拉里斯接壤的市镇（或旧市镇、城区）包括：克雷波勒、大塞尔、欧特里沃、蒙舍尼、泰尔萨讷、瓦莱尔巴斯。
圣克里斯托夫和勒拉里斯的时区为UTC+01:00、UTC+02:00（夏令时）。

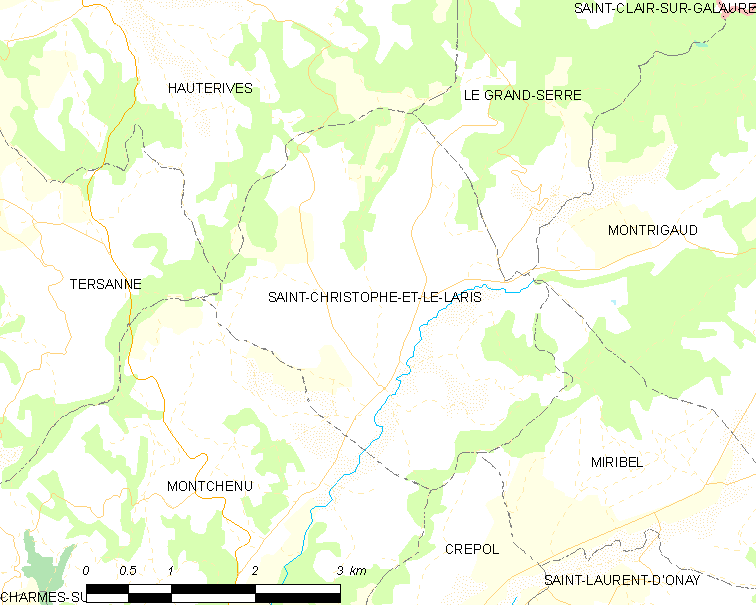
圣克里斯托夫和勒拉里斯的OSM定位图

## 行政
圣克里斯托夫和勒拉里斯的邮政编码为26350，INSEE市镇编码为26298。

## 政治
圣克里斯托夫和勒拉里斯所属的省级选区为丘陵德龙县。

## 人口
圣克里斯托夫和勒拉里斯于2022年1月1日时的人口数量为425人。

1962-2008年间圣克里斯托夫和勒拉里斯人口变化图示